# ウィリアムズカエルガメ
ウィリアムズカエルガメ（Phrynops williamsi）は、ヘビクビガメ科カエルガメ属に分類されるカメ。

## 分布
アルゼンチン（ミシオネス州）、ウルグアイ、パラグアイ南部、ブラジル（サンタカタリーナ州、リオグランデ・ド・スル州）

## 形態
最大甲長35.5cm。背甲はややドーム状に盛り上がる。後部縁甲板は鋸状に尖る。背甲に放射状の斑紋が入る個体もいる。腹甲には斑紋は入らない。
頭部は大型で、顎の筋肉が発達しているため頭部に厚みがある。顎の咀嚼面が幅広い。下顎骨はシャベル状になる。喉にはアルファベットの「U」字状や馬蹄状の斑紋が入る。
以前はジェフロアカエルガメの南部個体群とされていたが、貝類を噛み砕いて捕食することに特化した独立種として分割された。

## 生態
森林内の底質が岩や砂礫の渓流に生息する。
食性は動物食で、主に貝類を食べる。
繁殖形態は卵生。

## 人間との関係
ペットとして飼育されることもあり、日本にも輸入されている。野生個体は生息地で輸出が制限されているため、主に繁殖個体が流通する。流通量は多くはない。アクアテラリウムで飼育される。やや水質の悪化に弱い面があるため注意が必要。